# 1952 en fantasy
| Années de la fantasy : 1949 - 1950 - 1951 - 1952 - 1953 - 1954 - 1955    |
| Décennies de la fantasy : 1920 - 1930 - 1940 - 1950 - 1960 - 1970 - 1980 |

L'année 1952 est marquée, en matière de fantasy, par les événements suivants.

## Naissances et décès

### Naissances
- 11 janvier : Diana Gabaldon, écrivain américain.
- 29 février : Tim Powers, écrivain américain.
- 5 mars : Robin Hobb, écrivain américain.